# Epibryon polysporum
Epibryon polysporum är en svampart som beskrevs av Döbbeler 1978. Epibryon polysporum ingår i släktet Epibryon och familjen Pseudoperisporiaceae.  Arten är reproducerande i Sverige. Inga underarter finns listade i Catalogue of Life.